# Franz Schönbauer
Franz Schönbauer (* 1. September 1886; † 15. Juli 1932) war ein österreichischer Mediziner.

## Leben
Schönbauer studierte Medizin an der Universität Wien. Er arbeitete zunächst als k.u.k. Bezirksarzt in Lilienfeld, wurde erster Primar im 1903 gegründeten Spital Lilienfeld, 1909 stellvertretender Direktor des Allgemeinen Krankenhauses der Stadt Wien und 1910 Direktor des 1891 eröffneten Wiener Wilhelminenspitals. Während der Zeit seiner Direktion wurde das Wilhelminenspital nach dem Ersten Weltkrieg wiederaufgebaut, eine Lupusheilstätte errichtet, Pavillons gebaut und das Barackenspital in das Wilhelminenspital eingegliedert.